# Futbol a San Marino

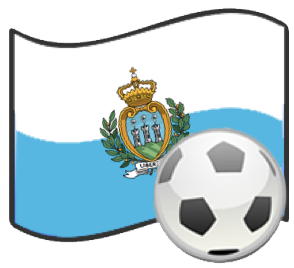

El futbol és l'esport més popular a San Marino.

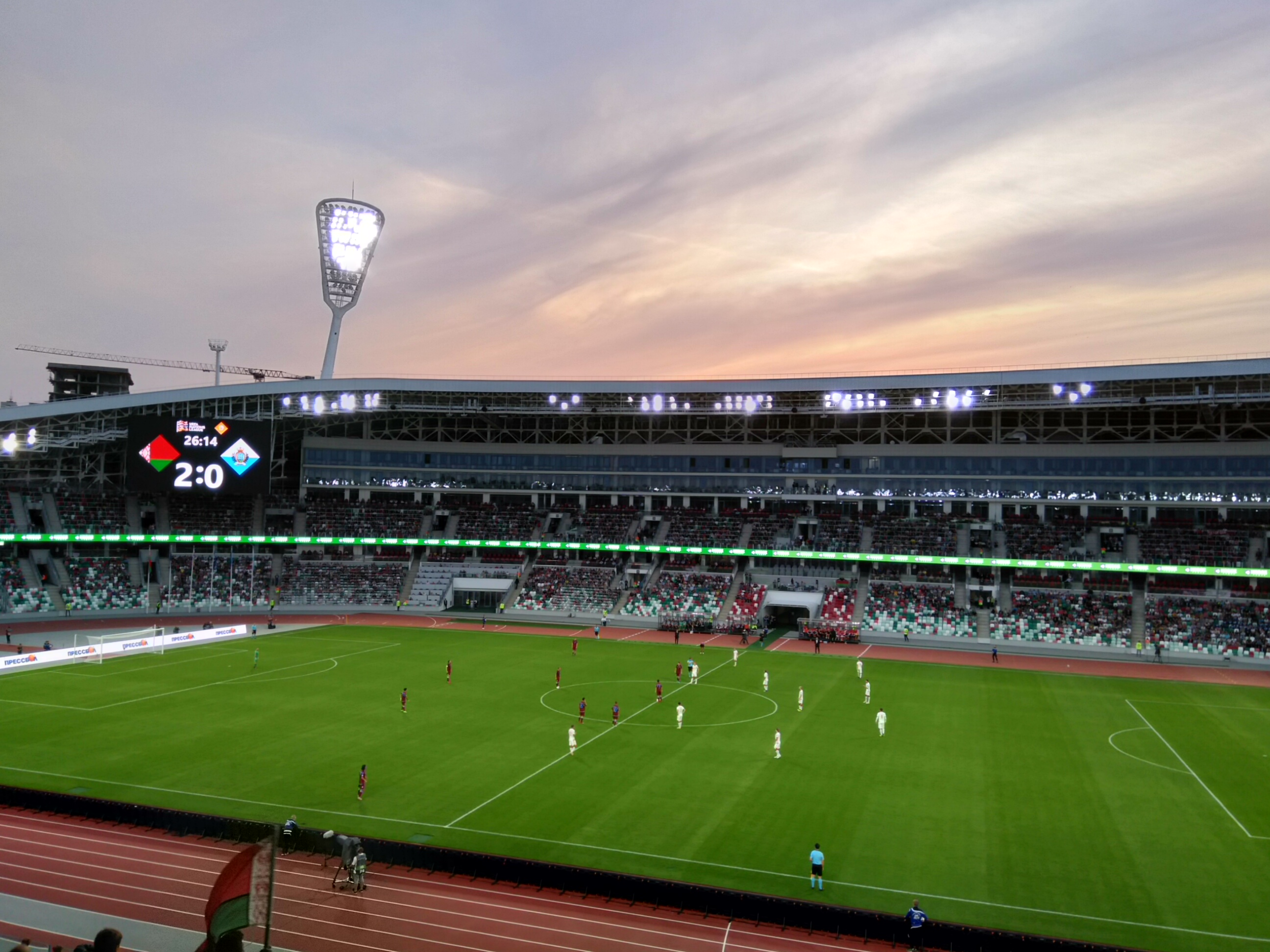
Belarús vs San Marino, 2018.

## Història
El futbol a San Marino neix oficialment el 1931 després d'algunes breus aparicions però no és fins als anys 60 que es produeix la veritable explosió culminada amb la Coppa Titano, la competició de més prestigi històric del país. El 1985 s'inicià la lliga de San Marino.

## Competicions
- Lliga de San Marino de futbol
- Coppa Titano de San Marino
- Trofeo Federale de San Marino

## Principals clubs
| Club                                   | Ciutat               | Any de fundació    | Colors                |
| -------------------------------------- | -------------------- | ------------------ | --------------------- |
| Associazione Calcio Libertas           | Borgo Maggiore       | 1928               | grana                 |
| Società Sportiva San Giovanni          | Borgo Maggiore       | 1948               | vermell i negre       |
| Società Polisportiva Tre Fiori         | Fiorentino           | 1949               | groc i blau           |
| Società Polisportiva Tre Penne         | Serravalle           | 1956               | blanc i blau          |
| San Marino Calcio                      | Serravalle           | 1960               | blau cel i blanc      |
| Società Calcio Faetano                 | Faetano              | 1962               | groc i blau           |
| Società Sportiva Virtus                | Acquaviva            | 1964               | negre i verd          |
| Società Sportiva Murata                | Ciutat de San Marino | 1966               | blanc i negre         |
| Football Club Domagnano (3)            | Domagnano            | 1966               | groc i vermell        |
| Società Polisportiva La Fiorita        | Montegiardino        | 1967               | groc i blau           |
| Società Sportiva Pennarossa            | Chiesanuova          | 1968               | blanc i vermell       |
| Società Sportiva Folgore/Falciano      | Serravalle           | 1972               | groc, vermell i negre |
| Società Polisportiva Cailungo          | Borgo Maggiore       | 1974               | vermell i verd        |
| Football Club Fiorentino (1)           | Fiorentino           | 1974               | blau i vermell        |
| Società Sportiva Cosmos                | Serravalle           | 1979               | groc i verd           |
| Associazione Calcio Juvenes/Dogana (2) | Serravalle           | 2000               | vermell i blanc       |
| Società Polisportiva Aurora            | Ciutat de San Marino | 1968 (desaparegut) | ?                     |

(1) ex SS Montevito

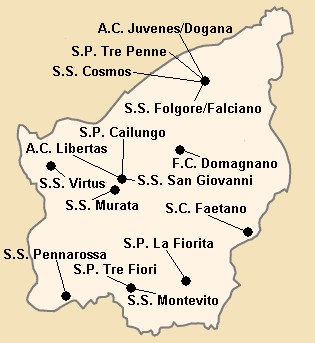
Clubs de San Marino.

(2) fusió de SS Juvenes (1953) i SGS Dogana (1970) 

(3) ex SP Domagnano

## Principals estadis
- Stadio Olimpico di Serravalle
- Campo sportivo di Fonte dell'Ovo

## Jugadors destacats
Font:
- Massimo Bonini
- Paolo Mazza
- Marco Macina
- Davide Gualtieri
- Andy Selva